# 骆驼计划
骆驼计划（英語：Project Camel）指第二次世界大战期间，美国加州理工学院对曼哈顿计划所作贡献的工程代号。骆驼计划促成了核弹雷管等装置的研发、B-29超级堡垒轰炸机所投下炸弹之形状和萨尔特·威尔斯飞行员工厂（Salt Wells Pilot Plant，负责制造核武器的爆炸物部分）的设立。